# Rockavaria

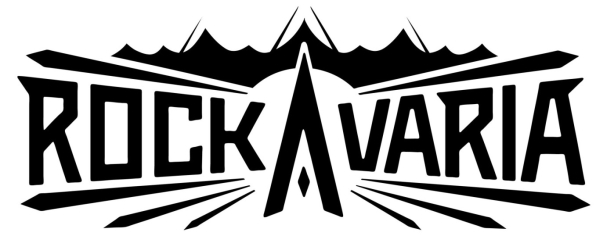
Rockavaria Logo 2015–2016

Rockavaria war ein von der DEAG Deutsche Entertainment und der Global Concerts veranstaltetes Rockfestival, das erstmals vom 29. bis zum 31. Mai 2015 im Münchner Olympiapark stattfand. Nach einem Jahr Pause fand das Festival 2018 auf dem  Königsplatz statt, bevor es neuerlich eingestellt wurde.

## Geschichte
2015 traten als Headliner Muse, Metallica und KISS, sowie weitere Bands wie Faith No More, Five Finger Death Punch, Incubus, Judas Priest, Limp Bizkit auf dem Olympiagelände auf. Insgesamt konzentrierte sich der Veranstalter von Rockavaria auf Rock- und Metal-Fans.
Es  gab insgesamt drei Bühnen die zeitgleich bespielt wurden: die „Talent Stage“ im Theatron, die „Main Stage“ im Olympiastadion auf der 55.000 Besucher die Headliner Muse, Kiss und Metallica zu hören bekamen und die „Second Stage“ in der Olympiahalle, auf der unter anderem die Gewinner des Bandcontests auftreten durften.
Die Festivals Rock im Revier und Rock in Vienna mit größtenteils gleichem Lineup fanden gleichzeitig bzw. eine Woche später statt.

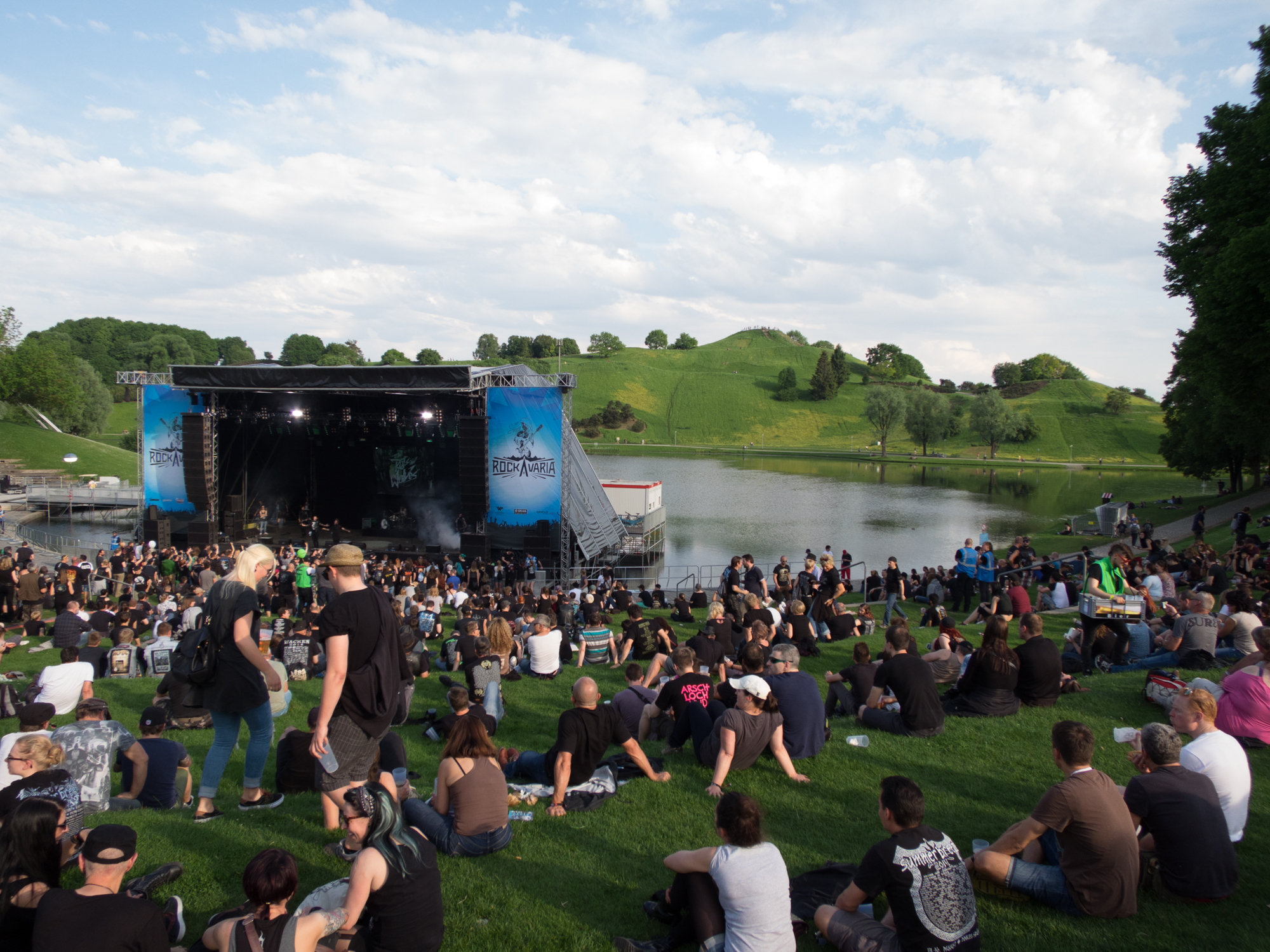
Blick auf die Seebühne 2016

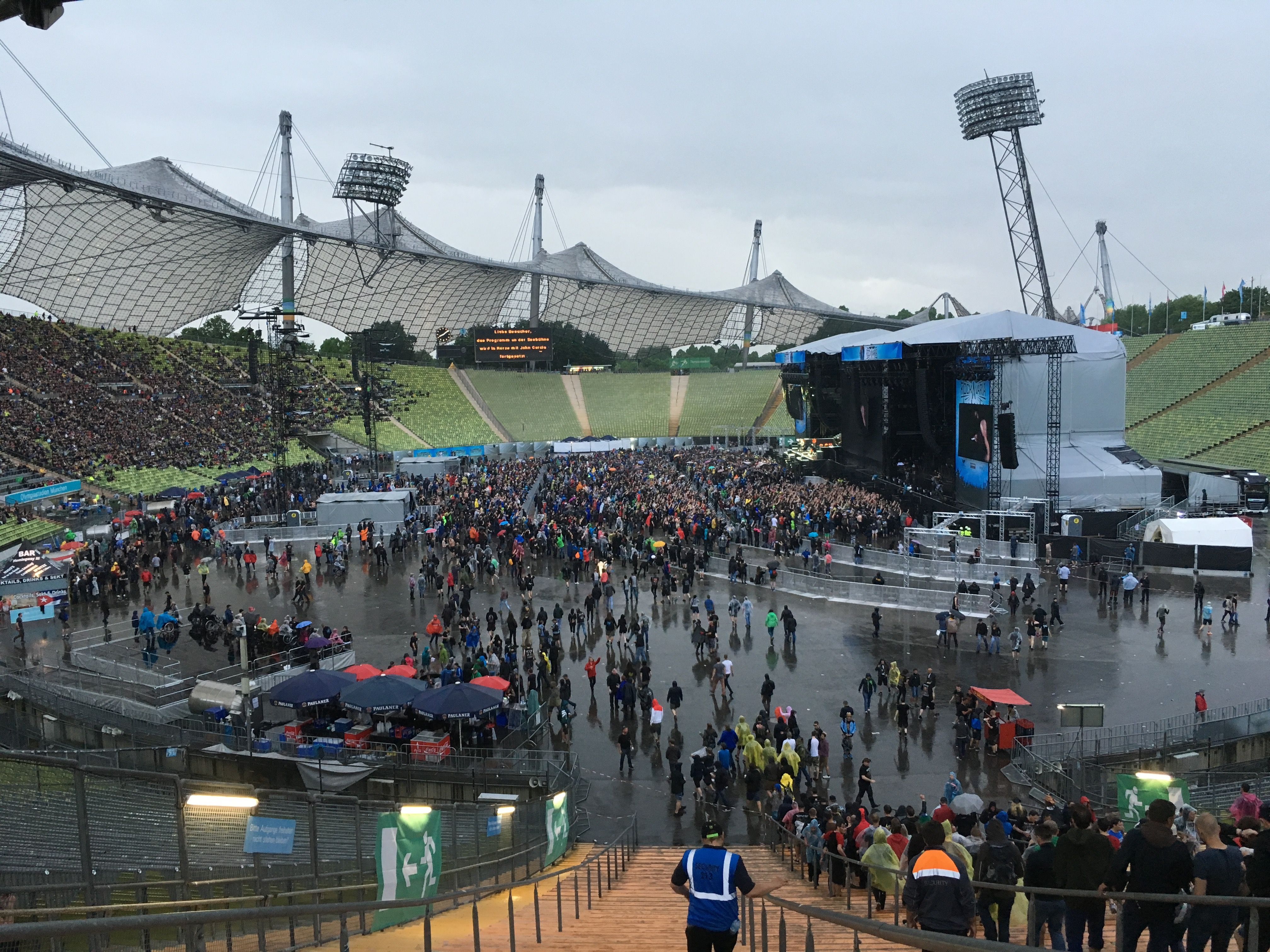
Bühne 1 & 2 beim Rockavaria 2016 im Olympiastadion München

Vom 27. bis 29. Mai 2016 fand das zweite Rockavaria statt. Es spielten unter anderem Bands wie Iron Maiden, Nightwish, Iggy Pop, Slayer, Mando Diao und In Extremo. Im Gegensatz zum Vorjahr fanden diesmal keine Konzerte in der Olympiahalle statt, es wurden im Stadion zwei Bühnen nebeneinander aufgebaut, welche wechselweise bespielt wurde. Außerdem wurde die Seebühne etwas versetzt, so das mehr Zuschauer Platz hatten. Aufgrund einer Unwetterwarnung am Sonntagnachmittag wurden die Besucher im Innenraum aufgefordert, sich auf die überdachten Tribünenplätze zu begeben. Entgegen dem Bericht einer Tageszeitung kam es bei der amerikanischen Metal-Band Anthrax jedoch nicht zu einer Spielunterbrechung. Auch Sabaton spielte während eines 20-minütigen Unwetters fast ununterbrochen weiter.
Am 4. Februar 2017 wurde bekannt gegeben, dass das Festival im Jahr 2017 nicht stattfinden wird.
Am 25. Oktober 2017 gab der Veranstalter bekannt, dass Rockavaria im Jahr 2018 zurückkehren wird. Das Festival fand am 9. und 10. Juni 2018 am  Königsplatz mit nur noch 20 Konzerten statt. Es gab zwei Bühnen: Die großen Bands spielten gegenüber den Propyläen, die kleineren im Park hinter der Glyptothek.
Seitdem fand keine Ausgabe des Festivals mehr statt.

## Bandcontest
Ungefähr 600 Rockbands aus der Region bewarben sich 2015 sich bei Global Concerts, dem Veranstalter von Rockavaria, um die Teilnahme zum Bandcontest und so die Chance zu bekommen, auf dem Festival aufzutreten. Aus allen Einsendungen wurden zehn Bands für die Endrunde des Bandcontests nominiert. Diese zehn Bands durften am 10. April 2015 im Münchner Circus Krone im Rahmen eines öffentlichen Bandwettbewerbs ihr Können und Talent vor dem Publikum und einer Fachjury beweisen. Die Gewinnerband tuXedoo durfte auf dem Festival ihre Musik zum Besten geben.
Einen ebenso großen Anklang fand der Bandcontest im Jahr 2016, bei dem sich die Metalcore-Band Resist The Ocean im Finale gegen neun andere Bands im Backstage durchsetzte.

## Line-Up

### 2015
| Datum               | Künstler |
| ------------------- | --- |
| Freitag, 29.05.2015 | Muse, Incubus, The Hives, Bonaparte, Triggerfinger, Orchid, Limp Bizkit, Eisbrecher, Babymetal, Paradise Lost, Poets of the Fall, Arcane Roots, tuXedoo, Toys Get Lost, Kvelertak, Saint Vitus, Orange Goblin, Brant Bjork, Truckfighters, The Picturebooks, Purson, Money for Rope                                          |
| Samstag, 30.05.2015 | KISS, Judas Priest, Five Finger Death Punch, Accept, Hellyeah, The Dead Daisies, Airbourne, Turbonegro, The Darkness, Epica, Beyond the Black, Kissin’ Dynamite, Dr. Living Dead!, Black Map, Lem Motlow, Sick of It All, Anti-Flag, Mad Caddies, Ignite, La Dispute, Toxpack, Hang the Bastard, Blitz Kids                  |
| Sonntag, 31.05.2015 | Metallica, Faith No More, Kreator, Testament, Hatebreed, Exodus, Within Temptation, Dir En Grey, Meshuggah, Anathema, Gojira, … And You Will Know Us by the Trail of Dead, Decapitated, Grave Pleasures, Eskimo Callboy, Deez Nuts, Stick to Your Guns, Unearth, Gallows, Black Tongue, Rise of the Northstar, Any Given Day |

### 2016
| Datum               | Künstler |
| ------------------- | --- |
| Freitag, 27.05.2016 | Nightwish, Powerwolf, Apocalyptica, J.B.O., Suicidal Tendencies, In Extremo, Dog Eat Dog, tuXedoo, To the Rats and Wolves, Kanzler & Söhne                                                                  |
| Samstag, 28.05.2016 | Iggy Pop, Mando Diao, Garbage, Prime Circle, Mother’s Cake, Gutterdämmerung, Gotthard, Sodom, Beyond the Black, Betontod, Sólstafir, Serum 114, Agent Fresco, Raglans, The Charm the Fury, Resist the Ocean |
| Sonntag, 29.05.2016 | Iron Maiden, Slayer, Anthrax, Gojira, Wild Lies, Sabaton, Ghost, Tremonti, The Raven Age, Kadavar, John Garcia, The Shrine, Mantar, Eversin, Iron Walrus, Black Vulpine                                     |

### 2018
| Datum               | Künstler |
| ------------------- | --- |
| Samstag, 09.06.2018 | Johnny Gallagher, tuXedoo, Monument, The Raven Age, Dragonforce, Killswitch Engage, Eluveitie, Arch Enemy, Saltatio Mortis, Iron Maiden                        |
| Sonntag, 10.06.2018 | Drunken Swallows, Turbobier, Therapy?, Dog Eat Dog, Rose Tattoo, Emil Bulls, Donots, Limp Bizkit, Royal Republic, Die Toten Hosen (krankheitsbedingt abgesagt) |